# Hörgersdorf (Taufkirchen)
Hörgersdorf ist ein Gemeindeteil der Gemeinde Taufkirchen im Landkreis Erding in Oberbayern.

## Geographie
Das Pfarrdorf liegt elf Kilometer südwestlich von Taufkirchen entfernt im tertiären Isar-Inn-Hügelland (Erdinger Holzland).

## Geschichte
Hörgersdorf wurde um 1200 erstmals in einem Verzeichnis der zu der Grundherrschaft von Richerus de Hergersdorf gehörenden Grundstücke urkundlich erwähnt. 1393 kamen die Schafoltinger, aus dem 1 km südlich gelegenen Schaftlding in den Besitz von Hörgersdorf. Auch die Niedermayer aus Lengdorf waren in Hörgersdorf begütert. 1490 werden Niklas und Wolfgang Neuchinger durch Heirat und Erbschaft in Hörgersdorf ansässig. 1507 werden die Ritter Nikolaus Neuchinger und Wilhelm Neuchinger in Hörgersdorf erwähnt. Im Dreißigjährigen Krieg hat Hörgersdorf wohl großen Schaden erlitten.
Hörgersdorf gehörte bis zur Gebietsreform in Bayern zur Gemeinde Hofkirchen; zum 1. Januar 1972 wurde es in die Gemeinde Taufkirchen an der Vils eingegliedert.

Hörgersdorf, Gesamtansicht von Südwest, 2023

## Baudenkmäler
Die katholische Filialkirche St. Bartholomäus ist erwähnenswert. Sie zählt zu den drei bekannten Rokokokirchen im Landkreis Erding.

## Verkehr
Die Staatsstraße 2084 verläuft zwei Kilometer südlich.